# Christophe de Brunswick-Wolfenbüttel
 (septembre 2022).
Christophe Brunswick-Wolfenbüttel der Verschwender (français : le Prodigue), né en 1487 et mort le 22 janvier 1558 à Tangermünde, est un prince de la famille de Brunswick, évêque de Verden de 1502 à 1558 et archevêque de Brême de 1511 à 1558.

## Biographie
Son père Henri Ier de Brunswick-Wolfenbüttel est un allié de l'archevêque de Brême, Johann III Rode von Wale qui choisit le jeune Christophe âgé de 13 ans comme coadjuteur en 1500. Le 11 juillet 1502 il devient évêque de Verden où il est installé en 1505. Le 4 décembre 1511 il devient archevêque de Brême. Le pape confirme son élévation en 1514, mais le maintient comme administrateur jusqu'à ce qu'il atteigne l'âge de 30 ans. Il est alors intronisé le 9 janvier 1519 à Brême et le 2 février à Verden
Son épiscopat plonge l'archidiocèse dans la plus grande confusion par ses goûts de luxe qui sont à l'origine de son surnom, contraignent à contracter des dettes extravagantes. Son frère le duc Henri II de Brunswick-Wolfenbüttel incite les chanoines à le déposer ou à l'emprisonner. C'est à cette époque en 1522 que la Réforme protestante est introduite à Brême par Henri de Zutphen qui est brûlé vif en 1524. Malgré cela la communion sous les deux cultes est instaurée dès 1525. En 1529, il est interdit d'assister la messe dans la cathédrale. Les livres religieux en latin sont prohibés en 1532 et en 1547 les membres du chapitre de chanoines sont contraints à s'enfuir ou à apostasier. Christophe réussit néanmoins à maintenir jusqu'à sa mort l'influence catholique à Verden.